# Клаудія Назєбло
Клаудія Назєбло (пол. Klaudia Naziębło, 3 грудня 1993) — польська спортсменка. Учасниця Чемпіонату світу з водних видів спорту 2017, де в попередніх запливах на дистанції 200 метрів батерфляєм посіла 22-ге місце і не потрапила до півфіналу.